# Burr Oak, Kansas
Burr Oak är en ort i Jewell County i Kansas. Vid 2020 års folkräkning hade Burr Oak 140 invånare.